# Guillem de Lavansa
Guillem de Lavansa (? - c. 1040). Noble del comtat d'Urgell en temps dels comtes Ermengol I d'Urgell (992 - 1010) i Ermengol II (1010 - 1038). Senyor de la vall homònima de Lavansa (actualment la Vansa), que tingué un paper destacat en la política urgellenca de principis del segle xi. Fou íntim col·laborador dels dos primers comtes de la dinastia dels Ermengols. S'enfrontà en un cèlebre plet al bisbe Sant Ermengol d'Urgell.
| Guillem de Lavansa                                         |
| ---------------------------------------------------------- |
| Senyor de Lavansa                                          |
| Naixença finals s. X                                       |
| Defunció c. 1040                                           |
| Esposa ?                                                   |
| Successor Hug Guillem                                      |
| Descendents Hug Guillem, Josbert Guillem, Guitard, Guillem |

Guillem de Lavansa fou qui inaugurà la dinastia dels senyors de Lavansa, que tingué un paper eminent en la política urgellenca del segle xi i de principis del segle xii. Amb tot, no es coneixen els avantpassats de Guillem, segurament vicaris comtals a la mateixa vall que a finals del segle X esdevingueren un llinatge hereditari.
Guillem de Lavansa apareix referenciat per primera vegada en la documentació l'any 1007 (1009), en el testament d'Ermengol I d'Urgell. El comte el nomenà marmessor junt amb altres importants personatges urgellencs, com el bisbe Sal·la o el vescomte Guillem de Castellbò. L'estreta relació de Guillem amb la casa comtal fa pensar en una participació directa d'aquest en la cort d'Urgell, així com en la seva presència en la important batalla de Torà i en l'expedició catalana a Còrdova del 1010, com a part del seguici comtal.
L'any 1012, durant la minoria d'edat del comte Ermengol II, Guillem de Lavansa apareix entre els clergues i laics que conformaven el seguici del bisbe Ermengol, regent del comtat en aquells anys. En aquesta mateixa dècada, tot i que en una data indeterminada (segurament cap a 1015 - 1017), es produí la conquesta definitiva de Guissona, encapçalada pel bisbe Sant Ermengol d'Urgell i amb la participació de Guillem de Lavansa, que rebé possessions en el terme de la ciutat. De fet, Guillem havia ampliat força els seus dominis més enllà de la vall de Lavansa, ja que en la documentació especifica que havia aprisiat el terme de Llor i els seus descendents, ja a principis del segle xii, esmentaran entre les seves possessions propietats com Biosca, a tocar de Guissona, segurament obtingudes en aquests anys.
La conquesta de Guissona, tanmateix, provocà una important disputa entre el bisbe Sant Ermengol d'Urgell i Guillem de Lavansa. Després d'uns anys de silenci documental, Guillem torna a aparèixer en la documentació urgellenca, primer com a testimoni del judici que enfrontà, l'1 de novembre del 1024, el bisbe Ermengol amb l'abat de Santa Cecília d'Elins, per les dècimes i primícies de l'església de Cortiuda; i, l'endemà, com a protagonista del plet que l'enfrontà amb els representants episcopals per la possessió de terres dins el terme de Guissona. El bisbe, a través dels seus mandataris, acusava a Guillem de prendre-li les terres i d'establir-hi colons per rompre-les. Guillem responia a l'acusació dient que aquelles terres les havia aprisiat com a terme de Llor. En aquest sentit, Guillem aportava una escriptura judicial firmada pel comte Borrell II i per la comtessa Ermessenda de Carcassona que demostrava la seva possessió del terme de Llor. El jutge Ponç Bonfill Marc, però, rebutjà l'escriptura perquè no feia referència a l'esmentat terme de Guissona. Guillem de Lavansa feu un nou intent dient que les terres que rompia li havien estat concedides pel bisbe Ermengol, però no tenia cap document per demostrar-ho. El jutge Ponç Bonfill Marc acabà sentenciant a favor del bisbe Ermengol.
Amb l'assoliment de la majoria d'edat per part del comte Ermengol II, Guillem de Lavansa va passar a formar part del seguici comtal, tal com havia fet en temps del comte precedent. Així, Guillem apareix en diverses ocasions signant com a testimoni de documents comtals entre els anys 1029 i 1036. En aquests, Guillem de Lavansa apareix referenciat com a optimates, una designació que servia per designar els magnats més importants del territori.
Després de 1036, Guillem de Lavansa desapareix de la documentació. No és fins a l'any 1041, però, que apareix el seu fill Hug Guillem com a senyor de Lavansa Així doncs, semblaria que Guillem de Lavansa morí cap a 1040, aproximadament.
Guillem de Lavansa tingué quatre fills: Hug Guillem -qui heretà el senyoriu en primera instància-, Josbert Guillem -senyor de Lavansa fins al 1078 després de la mort del seu germà Hug-, Guitard i Guillem. El nom de l'esposa de Guillem de Lavansa ens és, però, desconegut.